# Сан Канцијан д'Изонцо
Сан Канцијан д'Изонцо (итал. San Canzian d'Isonzo) је насеље у Италији у округу Горица, региону Фурланија-Јулијска крајина.
Према процени из 2011. у насељу је живело 1679 становника. Насеље се налази на надморској висини од 1 м.

## Становништво
Према резултатима пописа становништва 2011. у општини је живело 6.309 становника.
| 1936. | 1951. | 1961. | 1971. | 1981. | 1991. | 2001. | 2011. |
| ----- | ----- | ----- | ----- | ----- | ----- | ----- | ----- |
| 4.267 | 5.524 | 5.060 | 4.934 | 5.594 | 5.860 | 5.808 | 6.309 |